# فرودگاه فرامنس نارویک
فرودگاه فرامنس نارویک (به انگلیسی: Narvik Airport, Framnes) (به زبان بومی: Narvik lufthavn, Framnes) یک فرودگاه همگانی با کد یاتا NVK است که یک باند فرود آسفالت دارد و طول باند آن ۸۰۰ متر است. این فرودگاه در کشور نروژ قرار دارد و در ارتفاع ۳۰ متری از سطح دریا واقع شده‌است.